# Ulica Wilcza w Warszawie
Ulica Wilcza – ulica w dzielnicy Śródmieście w Warszawie.

## Historia
Dawna droga narolna biegnąca włóką wójtów warszawskich, którymi w XV w. byli Wilkowie, stąd włókę nazywano Wilczą lub Na Wilczem. Nazwa ulicy, nadana w 1770, wywodzi się bezpośrednio od nazwy tej nieruchomości. Inna dawna nazwa tej ulicy to Kałęczyńska.
Ok. 1765 roku właściciel tych terenów, marszałek wielki koronny Franciszek Bieliński, przeprowadził parcelację włóki Wilczej i wytyczył przez jej środek ulicę. 
Po 1860 roku ulica została zabudowana domami i kamienicami, a w 1881 została przedłużona do ulicy Wielkiej (obecnie Poznańska), a następnie do Koszykowej.
Zabudowa ulicy ucierpiała w czasie obrony Warszawy we wrześniu 1939.
Ulica jest jedną z nielicznych ulic w śródmieściu Warszawy, która na długich odcinkach po obu stronach zachowała przedwojenną zabudowę.

## Ważniejsze obiekty
- ul. Wilcza 7 – kaplica rzymskokatolicka Matki Bożej Nieustającej Pomocy
- ul. Wilcza 21 – Komisariat Policji Warszawa-Śródmieście
- ul. Wilcza 30 – skłot Syrena
- ul. Wilcza 31 – Centrum Kościoła Polskokatolickiego im. bpa Franciszka Hodura
- ul. Wilcza 31 – kaplica polskokatolicka Miłosierdzia Bożego
- ul. Wilcza 46 – Biuro Rzecznika Małych i Średnich Przedsiębiorców
- ul. Wilcza 53 – Szkoła Podstawowa nr 1 im. Gustawa Morcinka
- ul. Wilcza 64 – Muzeum i Instytut Zoologii Polskiej Akademii Nauk
- ul. Wilcza 71 – Kamienica Horowitzów
- ul. Wilcza 73 – Nobu Hotel Warsaw